# Um Antropólogo em Marte
Um Antropólogo em Marte (em inglês:  An Anthropologist on Mars) é um livro escrito em 1995 pelo neurologista anglo-americano Oliver Sacks, baseado em sete estudos de caso do autor sobre indivíduos com condições neurológicas consideradas paradoxais para com suas atividades, e como essas condições podem levar a um estado de desenvolvimento pessoal e/ou profissional.

## As histórias paradoxais
- "O caso de pintor daltônico" discute as realizações de um pintor após ser acometido por uma Acromatopsia cerebral, a incapacidade de perceber cores devido a algum aci"dente.
- "O último hippie" descreve o caso de um homem que sofre de um grande tumor cerebral, e por causa desta, amnésia anterógrada, que impossibilita o paciente de se lembrar de qualquer fato acontecido após a década de 60.
- "Uma vida de cirurgião" conta a interação de Sacks com o cirurgião e piloto amador Dr. Carl Bennett, que possui Síndrome de Tourette.
- "Ver e não ver" é a história de Shirl Jennings, um homem cego desda a infância, que foi capaz de recuperar a visão após uma cirurgia. Assim como outras pessoas acometidas por essa raridade, Sacks descreve a experiência do paciente como sendo "profundamente pertubadora"
- "A paisagem dos seus sonhos" discute a interação entre Sacks e Franco Magnani, um homem obcecado pela sua vila natal Pontito na Tuscania. Apesar de não ter visto a comunidade por muito tempo, Magnani era capaz de relatar detalhes mínimos e precisos de Pontito.
- "Prodígios" descreve a relação de Sacks com Stephen Wiltshire, um autista savântico, descrito como "a melhor criança artista do Reino Unido".
- "Um antropólogo em Marte", título do livro, é a descrição do encontro entre Sacks e Temple Grandin, uma mulher autista renomeada internacionalmente por seus estudos na criação de gado e professora universitária."Um antropólogo em Marte" é a descrição que Grandin usou para representar sua dificuldade em interações sociais.[2]